# Горнє Селище
Горнє Селище (хорв. Gornje Selište) — населений пункт у Хорватії, у Сисацько-Мославинській жупанії у складі міста Глина.

## Населення
Населення за даними перепису 2011 року становило 55 осіб.
Динаміка чисельності населення поселення:

## Клімат
Середня річна температура становить 10,73 °C, середня максимальна – 25,33 °C, а середня мінімальна – -6,31 °C. Середня річна кількість опадів – 1034 мм.
| Клімат поселення                              | Клімат поселення | Клімат поселення | Клімат поселення | Клімат поселення | Клімат поселення | Клімат поселення | Клімат поселення | Клімат поселення | Клімат поселення | Клімат поселення | Клімат поселення | Клімат поселення | Клімат поселення |
| Показник                                      | Січ.             | Лют.             | Бер.             | Квіт.            | Трав.            | Черв.            | Лип.             | Серп.            | Вер.             | Жовт.            | Лист.            | Груд.            |                  |
| Середній максимум, °C                         | 6,84             | 8,84             | 13,40            | 17,60            | 22,19            | 25,33            | 24,76            | 24,01            | 20,53            | 15,56            | 9,55             | 5,52             |                  |
| Середня температура, °C                       | 0,27             | 2,27             | 6,81             | 11,04            | 15,61            | 18,77            | 20,42            | 19,67            | 16,20            | 11,24            | 5,22             | 1,19             |                  |
| Середній мінімум, °C                          | −6,31            | −4,3             | 0,25             | 4,46             | 9,02             | 12,18            | 16,10            | 15,35            | 11,89            | 6,91             | 0,90             | −3,12            |                  |
| Норма опадів, мм                              | 64               | 63               | 72               | 85               | 88               | 96               | 91               | 93               | 96               | 100              | 105              | 81               |                  |
| Середньомісячна швидкість вітру, м/с          | 1.62             | 1.80             | 2.20             | 2.10             | 1.90             | 1.73             | 1.70             | 1.60             | 1.53             | 1.60             | 1.70             | 1.70             |                  |
| Середньомісячна сонячна радіація, кДж/м²·день | 4297             | 7004             | 10653            | 15129            | 19355            | 21408            | 22574            | 19503            | 14372            | 8947             | 4752             | 3507             |                  |
| --------------------------------------------- | ---------------- | ---------------- | ---------------- | ---------------- | ---------------- | ---------------- | ---------------- | ---------------- | ---------------- | ---------------- | ---------------- | ---------------- | ---------------- |
| Джерело:                                      |                  |                  |                  |                  |                  |                  |                  |                  |                  |                  |                  |                  |                  |